# Beʾer Scheva
Beʾer Scheva (hebräisch בְּאֵר שֶׁבַע [bɛ(ʾ)ɛr'ʃɛva] Be'er Schéwaⓘ, übersetzt „Brunnen des Schwurs“ oder „Brunnen der Sieben“; arabisch بئر السبع, DMG Biʾr as-Sabʿ, osmanisch-türkisch Birüssebi, englisch Beersheba, teils auch Beerscheba) ist eine Großstadt im Süden Israels; sie ist eine der größten Städte des Landes.

## Demografie
Beʾer Scheva gilt als „Hauptstadt des Negev“, an dessen Rand sie liegt. Lange Zeit war die Stadt die viertgrößte Stadt Israels nach Jerusalem, Tel Aviv und Haifa; inzwischen ist sie jedoch mit 209.002 Einwohnern (Stand 2018) hinter Rischon LeZion und Aschdod zurückgefallen, gilt aber weiterhin als eine der Metropolen des Landes. Die Bevölkerungszahl liegt de facto um bis zu 20.000 Einwohner höher als amtlich erfasst. Viele Studenten der vier in der Stadt gelegenen akademischen Institute sind offiziell nicht als Beʾer Schevaiten registriert. Die relative Abgeschiedenheit der Stadt vom Landeszentrum macht sie zu einem überaus wichtigen regionalen Anziehungspunkt.
Seit 2001 ist eine Agglomeration um Beʾer Scheva offiziell definiert. Ende 2004 lebten dort in 125 Ortschaften 521.100 Einwohner mit einer jährlichen Wachstumsquote von 1,8 %. Im innersten Siedlungsring liegen die Satellitenstädte Omer, Tel Scheva, Lehavim, Rahat, Ofaqim, Segev Schalom und Meitar. Im mittleren und äußeren Ring liegen die Ortschaften Arad, Sderot, Netivot, Mizpe Ramon, Jerocham, Laqiye, Kuseife, Hura, ʿArʿara baNegev und Dimona.

## Geographie

### Lage
Ein Großteil der Stadt liegt in der Beʾer Scheva-Arad-Senke (hebräisch בִּקְעַת עֲרָד-בְּאֵר שֶׁבַע Biqʿat ʿArad-Beʾer Scheva). Das Stadtviertel Ramot im Nordosten erstreckt sich über die Hügel der letzten Ausläufer des Hebron-Gebirges, dem südlichen Teil des aus weißem Kalkstein bestehenden Judäischen Berglands. Die in der Ebene gelegenen Stadtteile stehen auf Löss, einem homogenen, ungeschichteten Sediment, in dem Wasser kaum versickern kann. Bei den seltenen Regenfällen sammeln sich daher dort schnell größere Mengen von Oberflächenwasser; lokale Überschwemmungen, Schlammbildung und Bodenerosion sind die Folge. Das Stadtgebiet innerhalb der offiziellen Stadtgrenzen beträgt 54 Quadratkilometer.

### Stadtgliederung

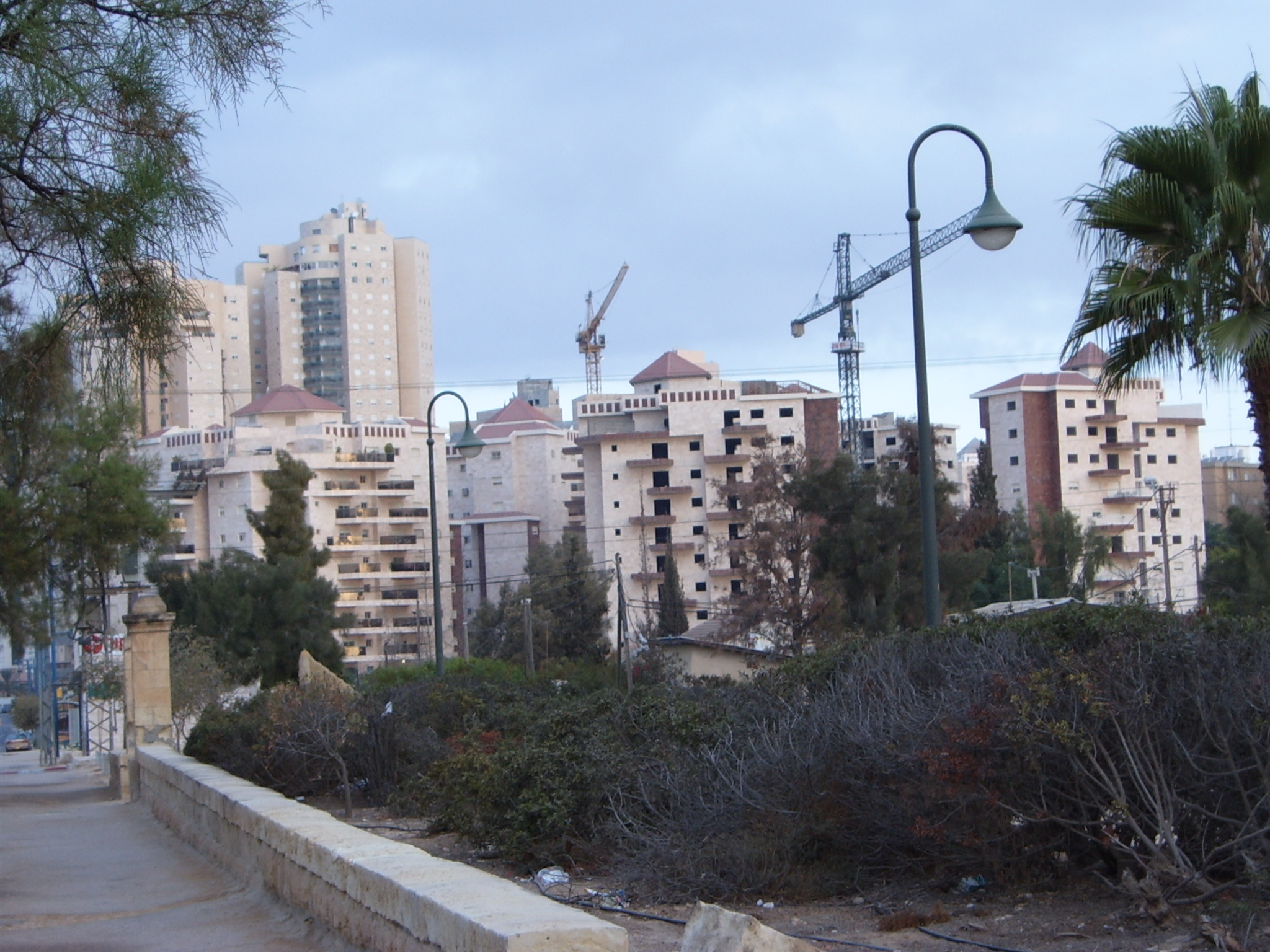
Neubauviertel in Beʾer Scheva

Die heutige Stadt ist überwiegend erst wenige Jahrzehnte alt. Anders als vielen anderen israelischen Entwicklungsstädten gelang es Beʾer Scheva, sich zu einem Zentralort der Region zu entwickeln.
Das Zentrum der Stadt liegt bis heute im Bereich der Altstadt, obwohl in den zurückliegenden Jahrzehnten vorübergehend versucht wurde, andere Zentren zu schaffen. Nördlich der Altstadt wurden große Wohngebiete errichtet, während vor allem im Osten und Süden größere Industriegebiete (mit Betrieben der Bereiche Keramik, Baumaterial und Chemie) geschaffen wurden. Die chemische Schwerindustrie wurde ab den Siebzigerjahren ins südliche Industriegebiet Ramat Chovav umgesiedelt.
Die meisten Stadtviertel Beʾer Schevas, vor allem die älteren, sind nummeriert nach den Zahlwerten der Buchstaben des hebräischen Alphabets, gemäß dem Schema „Schchunah (Wohngebiet) + Buchstaben“. Die Grenze zwischen den Quartieren verläuft meistens entlang der sehr breiten Hauptverkehrsachsen. Die buchstabierten Viertel sind: Schchunah Aleph (1), Beit (2), Gimmel (3), Dalet (4), Dalet-Ost (auch Alt-Waw), He (5), Waw (6) (auch Neu-Waw), Ṭet (9) und Jod-Aleph (11). Die nicht nummerierten Quartiere sind: die Altstadt (haʿIr haʿAttiqa), das moderne Stadtzentrum (Merkaz Ezrachi), Ramot, Newe Noj, Newe Zeʾev, Darom, Nachal Beqa und Nachal Aschan/Newe Menachem sowie die Industriegebiete Qirjat Jehudit und ʿEmeq Sarah.

### Klima
Durch seine Lage im nördlichen Negev hat Beʾer Scheva im Sommer tagsüber ein heißes und sehr trockenes Klima, wobei die Nächte verhältnismäßig mild sind. Im Winter ist es tagsüber mild, nachts relativ kühl. Frost ist äußerst selten, Schnee kommt nur wenige Male pro Jahrhundert vor. Regen fällt nur sporadisch, durchschnittlich 195,4 Millimeter jährlich und nur in der winterlichen Regenperiode. Somit liegt die Stadt definitionsgemäß in einer Halbwüstenzone. Im Frühling treten häufig massive Staubstürme auf. Im Winter kommen in den ebenen Stadtteilen dichte Morgennebel vor. Die vorherrschenden Winde am frühen Morgen kommen aus dem Süden (trockene Wüstenluft) und am Nachmittag sowie Abend aus dem Nordwesten (feuchte Meeresluft).
|                       | Jan  | Feb  | Mär  | Apr  | Mai  | Jun  | Jul  | Aug  | Sep  | Okt  | Nov  | Dez  |   |       |
| Mittl. Tagesmax. (°C) | 17,7 | 18,7 | 22,0 | 26,5 | 30,5 | 33,1 | 34,7 | 34,7 | 32,9 | 29,7 | 25,0 | 20,0 | ⌀ | 27,2  |
| Mittl. Tagesmin. (°C) | 7,1  | 7,7  | 9,8  | 12,8 | 16,0 | 19,0 | 21,3 | 21,5 | 19,6 | 16,7 | 12,2 | 8,8  | ⌀ | 14,4  |
|                       |      |      |      |      |      |      |      |      |      |      |      |      |   |       |
| Niederschlag (mm)     | 47,5 | 40,3 | 28,8 | 9,3  | 3,6  | 0,0  | 0,0  | 0,0  | 0,5  | 8,9  | 18,1 | 38,4 | Σ | 195,4 |
|                       |      |      |      |      |      |      |      |      |      |      |      |      |   |       |
| Regentage (d)         | 9,1  | 8,3  | 6,1  | 2,3  | 1,0  | 0,0  | 0,0  | 0,0  | 0,2  | 2,4  | 4,1  | 7,1  | Σ | 40,6  |

| 7,1 |

| 7,7 |

| 9,8 |

| 12,8 |

| 16,0 |

| 19,0 |

| 21,3 |

| 21,5 |

| 19,6 |

| 16,7 |

| 12,2 |

| 8,8 |

| 7,1 |

| 7,7 |

| 9,8 |

| 12,8 |

| 16,0 |

| 19,0 |

| 21,3 |

| 21,5 |

| 19,6 |

| 16,7 |

| 12,2 |

| 8,8 |

## Geschichte

### Antike

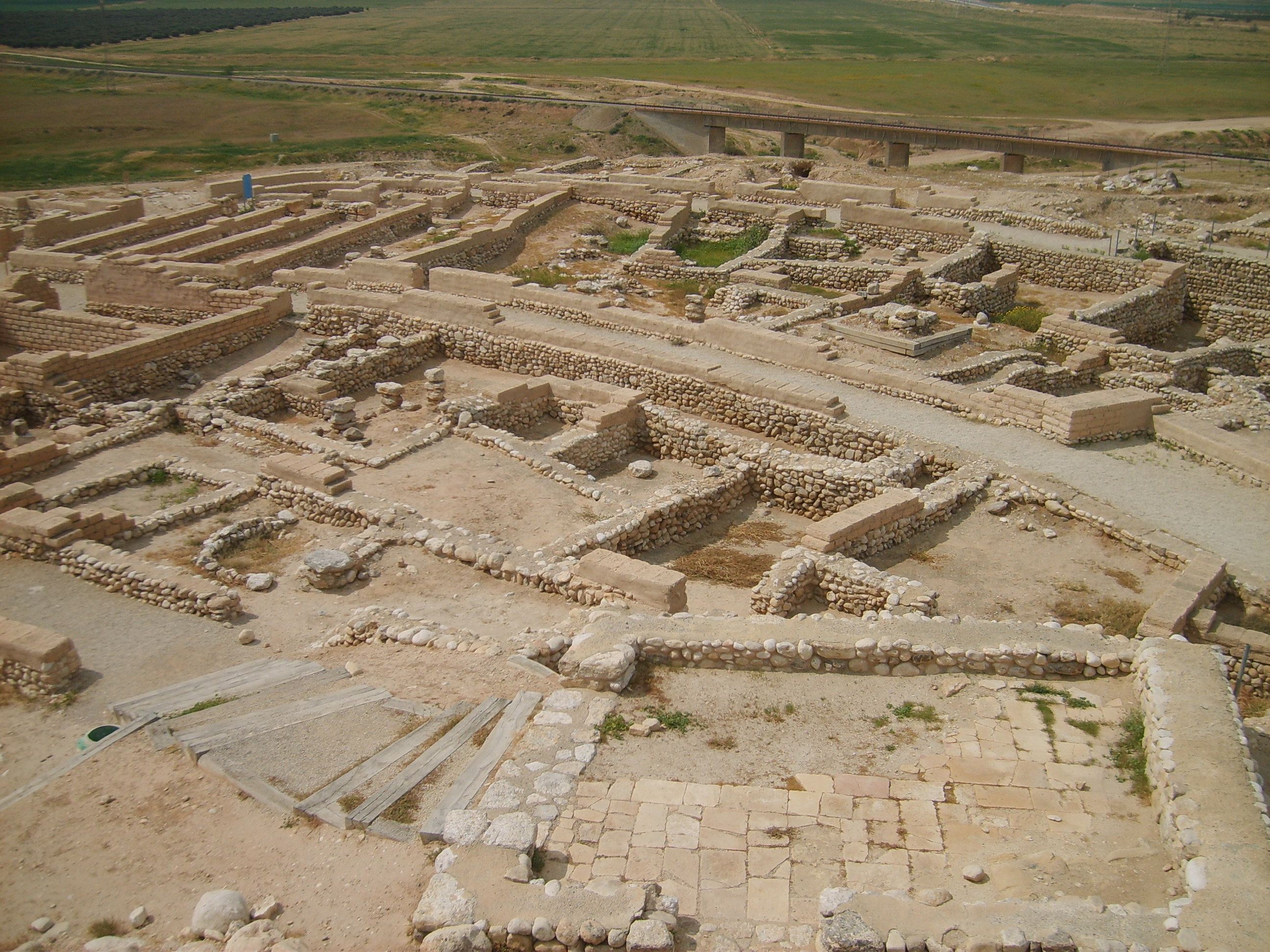
Ausgrabungen am Tell Beʾer Scheva

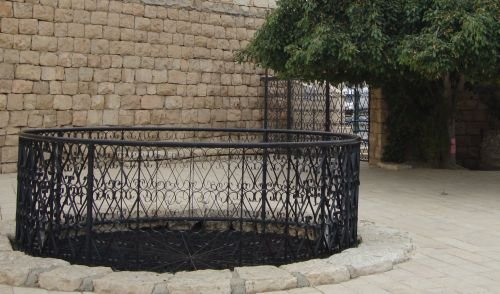
Abrahams Quelle in Beʾer Scheva

Bei Ausgrabungen seit 1969 auf dem östlich der Stadt gelegenen „Tell Beʾer Scheva“ wurden menschliche Siedlungsspuren aus dem vierten vorchristlichen Jahrtausend gefunden. Die UNESCO hat diesen Tell im Jahr 2005 zum Weltkulturerbe erklärt.
In der Bibel wird Beʾer Scheva mehrfach im Zusammenhang mit den Patriarchen Abraham und Isaak erwähnt. Im 1. Buch Mose wird geschildert, wie Abraham einen Bund mit Abimelech schließt und dadurch einen von ihm gegrabenen Brunnen ungestört nutzen kann (Gen 21,22 ). Nach der Darstellung der Bibel lag später bei Beʾer Scheva die Südgrenze des israelitischen Siedlungsgebiets (Ri 20,1 ). Dies galt, dem Buch Nehemia zufolge, auch für die Wiederansiedlung nach dem Babylonischen Exil (Neh 11,30 ).
Daneben gibt es noch weitere Verweise im Tanach auf Beʾer Scheva:
- Hagar irrt bei der Wüste nahe Beʾer Scheva umher (Gen 21,14).
- Abraham pflanzt in Beʾer Scheva einen Tamariskenbaum und betet Gott an (Gen 21,33)
- Nach der Bindung Isaaks kehren Abraham und seine Diener zurück nach Beʾer Scheva (Gen 22,19)
- Nach den Streitigkeiten um Brunnen und Wasser zwischen den Hirten Isaaks und den Hirten Gerars zieht Isaak nach Beʾer Scheva (Gen 26,23)
- Jakob bricht von Beʾer Scheva auf, um nach Haran zu gehen; auf dieser Reise sieht er die Himmelsleiter (Gen 28,10)
- Jakob opfert auf dem Weg nach Ägypten in Beʾer Scheva, als er in hohem Alter zu seinem Sohn Josef zieht (Gen 46,1.5)
- Beʾer Scheva liegt im Stammesgebiet Juda (Jos 15,28; Neh 11,27.30) und wird vom Stamm Simeon geerbt (Jos 19,2; 1Chr 4,28)
- Die Versammlung der Stämme gegen Benjamin besteht u. a. aus Leuten von Beʾer Scheva (Ri 20,1)
- Ganz Israel – eingeschlossen Beʾer Scheva – erkennt die Autorität Samuels als Prophet an (1Sam 3,20)
- Die Söhne Samuels Joel und Abija sind Richter in Beʾer Scheva (1Sam 8,2)
- Abner will das Gebiet bis Beʾer Scheva für Davids Regierung beanspruchen (2Sam 3,10)
- Huschai rät Absalom, ganz Israel inklusive Beʾer Scheva zu versammeln, um gegen David zu kämpfen (2Sam 17,11)
- Bei der Volkszählung Davids wird ganz Israel inklusive Beʾer Scheva registriert (2Sam 24,2.7; 1Chr 21,2), weswegen die Pest über ganz Israel inklusive Beʾer Scheva ausbricht (2Sam 24,15)
- Der Frieden zur Zeit Salomos kommt ganz Israel zugute, von Dan bis Beʾer Scheva (1Kön 5,5)
- Elia flieht vor Isebel über Beʾer Scheva – wo er seinen Diener zurücklässt – in die Wüste, um zu sterben (1Kön 19,3)
- Zibja, die Mutter des Königs Joasch von Juda, kommt aus Beʾer Scheva (2Kön 12,2; 2Chr 24,1)
- Josia von Juda zerstört die Höhenheiligtümer von Gebe bis nach Beʾer Scheva (2Kön 23,8)
- Joschafat von Juda bringt das Volk – inklusive Beʾer Scheva – zurück zu Adonai (2Chr 19,4)
- Ganz Israel inklusive Beʾer Scheva soll unter Hiskia von Juda wieder in Jerusalem Pessach feiern (2Chr 30,5)
- In der prophetischen Literatur wird Beʾer Scheva nur in Am 5,5; 8,14 erwähnt.

Ausgrabungen auf dem Tell ergaben, dass ab 1100 v. Chr. eine stark befestigte israelitische Stadt existierte. Auch in späteren Jahrhunderten war die Stadt besiedelt. Die Makkabäer, die Römer und Byzantiner hatten hier Truppen stationiert.

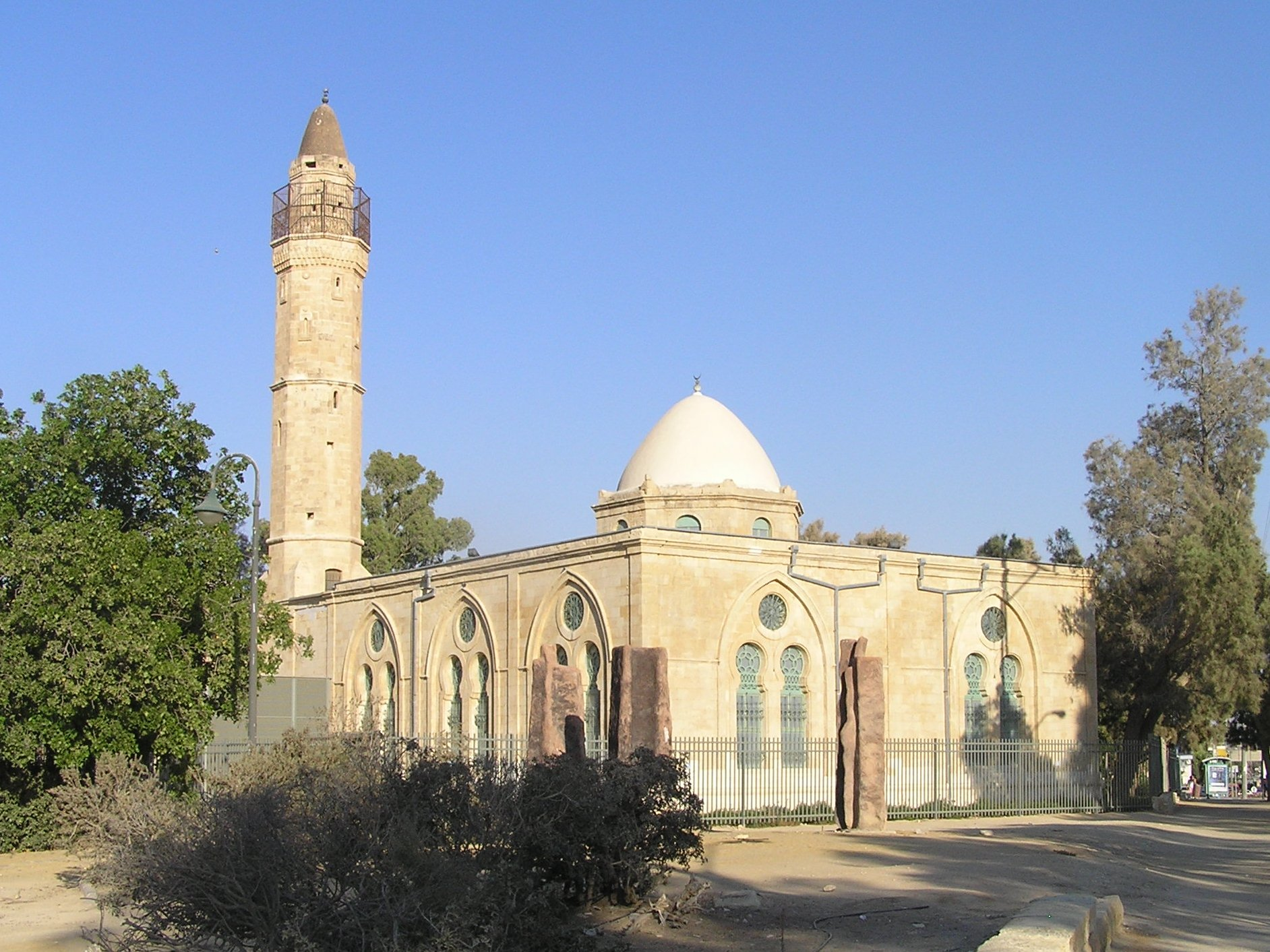
Profanierte Große Moschee von 1906, durch das benachbarte Negev-Museum für Kunst für Ausstellungen mitgenutzt, 2011

Nach der arabischen Eroberung im 7. Jahrhundert wurde die Stadt aufgegeben und verfiel.

### 20. Jahrhundert
Der Ort wurde 1899 zur Sesshaftmachung der Beduinen der Wüste errichtet. Erste Maßnahmen der Osmanen führten im 20. Jahrhundert zu einer neuen Blüte. Wenige Jahre später entstand unter deutscher Beteiligung die heutige Altstadt mit rechtwinkligen Straßenzügen. Die Motive hinter der Gründung der Stadt waren u. a. die Schaffung eines städtischen Zentrums für die bessere Kontrolle der rebellierenden Beduinen und eines strategischen Vorpostens auf dem Weg zum Sueskanal.

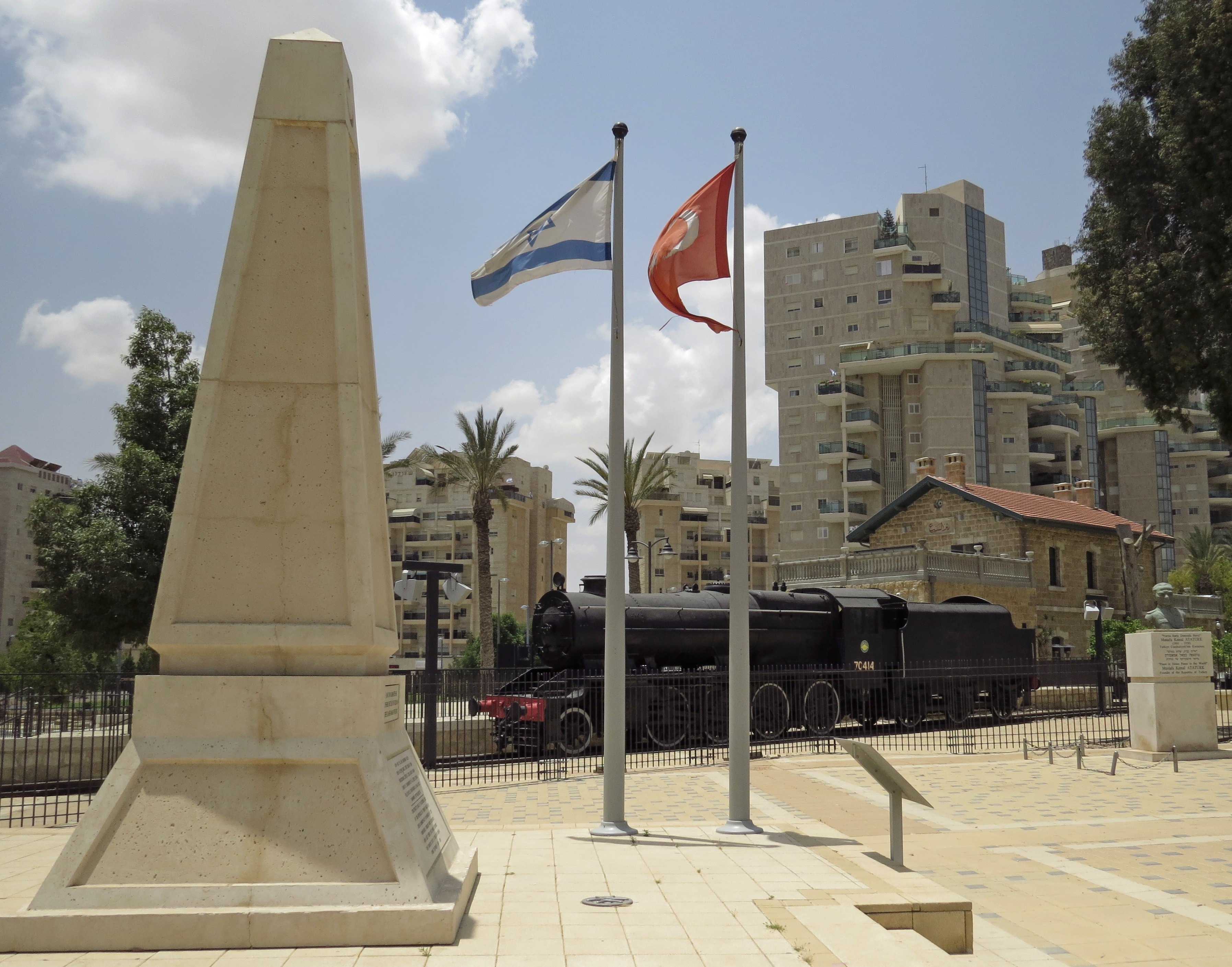
Ehrenmal für osmanische Gefallene vor Museumslok und altem Bahnhof Beʾer Scheva, 2015

Um die stationierten Truppen der Mittelmächte mit dem deutschen Levante-Korps an der Sinai- und Palästinafront zu versorgen, errichtete die Osmanische Militärbahn die Schmalspurstrecke Masʿūdiyya–Sinai, die im Oktober 1915 Beʾer Scheva erreichte.
Am 31. Oktober 1917 konnten die Briten unter General Edmund Allenby die Stadt durch die 4. leichte Kavalleriebrigade des Australian and New Zealand Army Corps (ANZAC) in der Schlacht von Beʾer Scheva erobern. In Beʾer Scheva befindet sich der Soldatenfriedhof der ANZAC und das Kriegerdenkmal Beʾer Scheva für gefallene osmanische Soldaten.
Von Ägypten kommend erreichte die britische Militärbahn Rafah–Beʾer Scheva in Normalspur den Bahnhof der Stadt im Mai 1918. Die Briten hatten schon 1917 die osmanische Schmalspurbahn nach Norden bis Tulkarm auf Normalspur umgestellt. Beide Linien wurden aber mangels Verkehrsaufkommens 1918 (nach Norden) und 1927 (nach Ägypten) eingestellt.

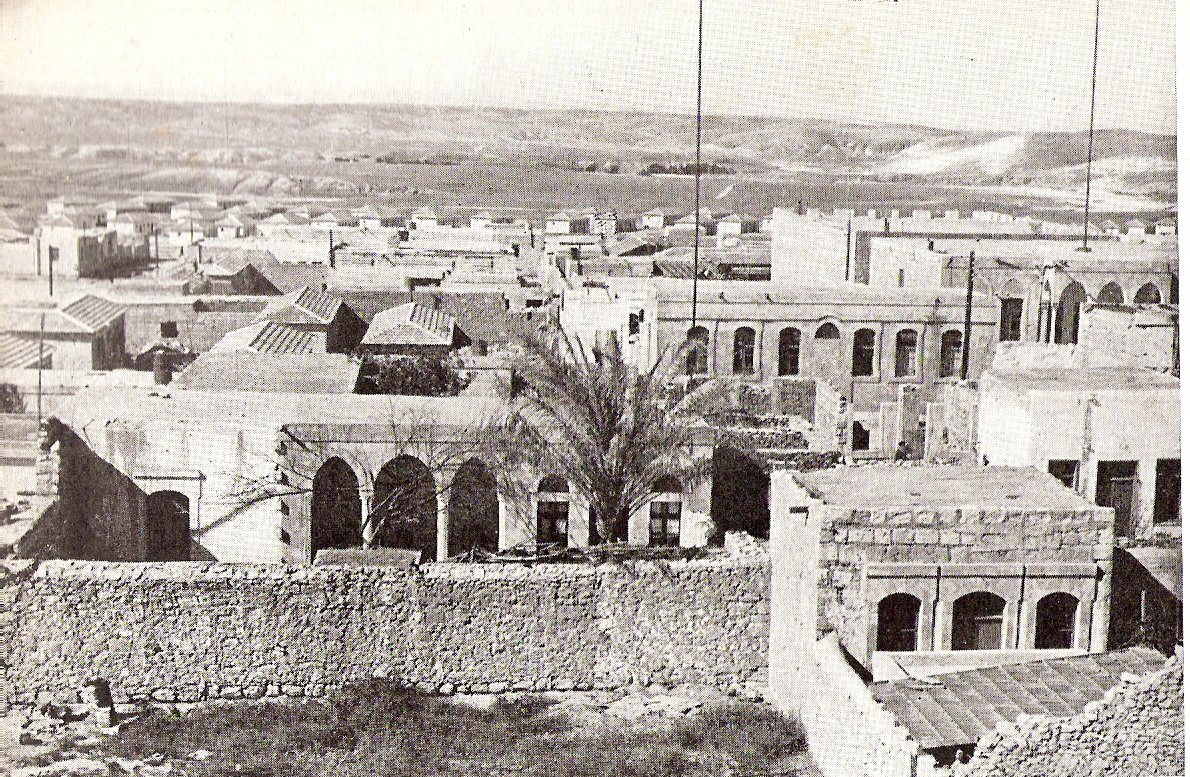
Beʾer Scheva um das Jahr 1950

Bei den Ausschreitungen in Palästina 1929 verließ die jüdische Bevölkerung die Gegend. Im gegen das britische Mandat gerichteten Arabischen Aufstand 1936–1939 hatten die Rebellen im September 1938 kurzzeitig die Kontrolle über den Ort. Der UN-Teilungsplan 181 (II) von 1947 sah vor, dass Beʾer Scheva im arabischen Staat liegen soll. Nach der Eroberung durch israelische Truppen im Palästinakrieg, dem Krieg um Israels Unabhängigkeit, siedelten sich im Oktober 1948 wieder Juden an. Der Ort war zu diesem Zeitpunkt im Zuge der sogenannten Nakba bereits von den Arabern und den ägyptischen Truppen verlassen worden. Es wurde ein Stadtwappen eingeführt, das die Worte aus Genesis 21,33 „Er (Abraham) pflanzte eine Tamariske in Beʾer Scheva“ trägt.
1950 kam es zu einer weiteren Vertreibung, als rund 10.000 Beduinen aus der Umgebung sowie aus Al-Auja (Jericho) in Richtung des Sinai vertrieben wurden, damit wollte die Regierung ägyptische Ansprüche auf den Negev unterbinden. Als Entwicklungsstadt gelang es Beʾer Scheva, sich zu einem Zentrum der Region zu entwickeln. Bis 1956 stieg die Einwohnerzahl auf rund 20.000. Im März 1956 eröffnete die Bahngesellschaft Rakkevet Israel den neuen Bahnhof Beʾer Scheva (seit 1999 mit Zusatz Zafon/Universita) an ihrer bis dorthin verlängerten Hauptlinie von Naharija, die streckenweise die Trasse der osmanischen Militärbahn nutzt. 1966 wurde die Ben-Gurion-Universität im Negev gegründet, eine der bekanntesten Universitäten des Landes.
Am 27. Mai 1979 besuchten kurz nach Abschluss des Israelisch-ägyptischen Friedensvertrages der ägyptische Präsident Anwar as-Sadat zusammen mit seinem Vizepräsidenten Husni Mubarak, dem israelischen Staatspräsidenten Jitzchaq Navon, dem Ministerpräsidenten Menachem Begin und dem US-amerikanischen Außenminister Cyrus Vance die Stadt. Sie flogen gemeinsam nach einem Besuch in El-Arisch auf dem Sinai am gleichen Tag nach Beʾer Scheva.

### 21. Jahrhundert
Am 10. Februar 2002 schossen zwei palästinensische Terroristen aus einem gestohlenen Fahrzeug vor den Eingang einer Militäreinrichtung mit Schnellfeuergewehren wahllos auf eine Gruppe israelischer Soldaten, die sich vor dem Stützpunkt an einem Kiosk aufhielten. Bei dem Attentat wurden zwei Soldatinnen, Leutnant Keren Rothstein, 20 und die Gefreite Aya Malʾachi, 18 getötet, 20 Personen wurden verletzt.
Bei Bombenanschlägen auf zwei Busse rissen am 31. August 2004 die beiden Attentäter 18 Menschen mit in den Tod, mindestens 35 weitere wurden verletzt. Die Hamas übernahm die Verantwortung für die Anschläge.
Im Rahmen der Auseinandersetzungen während der Operation Gegossenes Blei zwischen Israel und der Hamas Ende Dezember 2008 erreichten von der Hamas aus dem Gazastreifen abgefeuerte Grad-Raketen chinesischer Bauart die Stadt und schlugen in einem evakuierten Kindergarten ein.
Am 18. Oktober 2015 lynchten mehrere Israelis, darunter vier Haupttäter, den eritreischen Asylsuchenden und Erntehelfer Haftom Zarhum im zentralen Busbahnhof, weil sie ihn aufgrund seiner dunklen Hautfarbe für einen Araber hielten, nachdem sich zuvor in der Stadt ein Anschlag ereignet hatte. Zarhum starb kurz darauf im Soroka-Krankenhaus. Einer der Täter, David Moyal, erhielt im Juli 2018 von einem Gericht die Strafe von 100 Tagen gemeinnütziger Arbeit, zudem musste er ein Schmerzensgeld von umgerechnet rund 500 Euro an die Familie des Opfers bezahlen.
2017 wurde mit dem Bau des Cyberspark begonnen, in dem Universität, internationalen Firmen, Armee und Regierung gebündelt werden soll. Dies soll den nächsten Schritt zum digitalen Wunderland ermöglichen.
Erstmals sind am 30. Juli 2018 Ballons mit entzündlichen Gegenständen aus dem Gazastreifen in Beʾer Scheva gelandet. Der seit dem 30. März 2018 andauernde Terror mit Branddrachen und -ballons betraf bislang nur die angrenzende Region.
Wie auf der Karte oben im Artikel vom Terrorangriff der Hamas auf Israel 2023 zu sehen ist, hatten die Terroristen am 7. Oktober schon 2/3 des Weges vom Zaun des Gazastreifens bis Beʾer Scheva zurückgelegt.
Der israelisch-iranische Krieg machte die Stadt mehrfach zum Ziel von iranischen Angriffen. Am 19. Juni 2025 traf eine ballistische Rakete das Medizinische Zentrum Soroka Nur einen Tag später wurde ein Wohngebiet in der Nähe getroffen.

## Einwohner
Das israelische Zentralbüro für Statistik gibt bei den Volkszählungen vom 22. Mai 1961, 19. Mai 1972, 4. Juni 1983, 4. November 1995 und vom 28. Dezember 2008 für Beʾer Scheva folgende Einwohnerzahlen an:
| Jahr der Volkszählung | 1961   | 1972   | 1983    | 1995    | 2008    | 2016    |
| Anzahl der Einwohner  | 43.516 | 85.294 | 110.813 | 149.404 | 187.195 | 205.810 |

## Politik

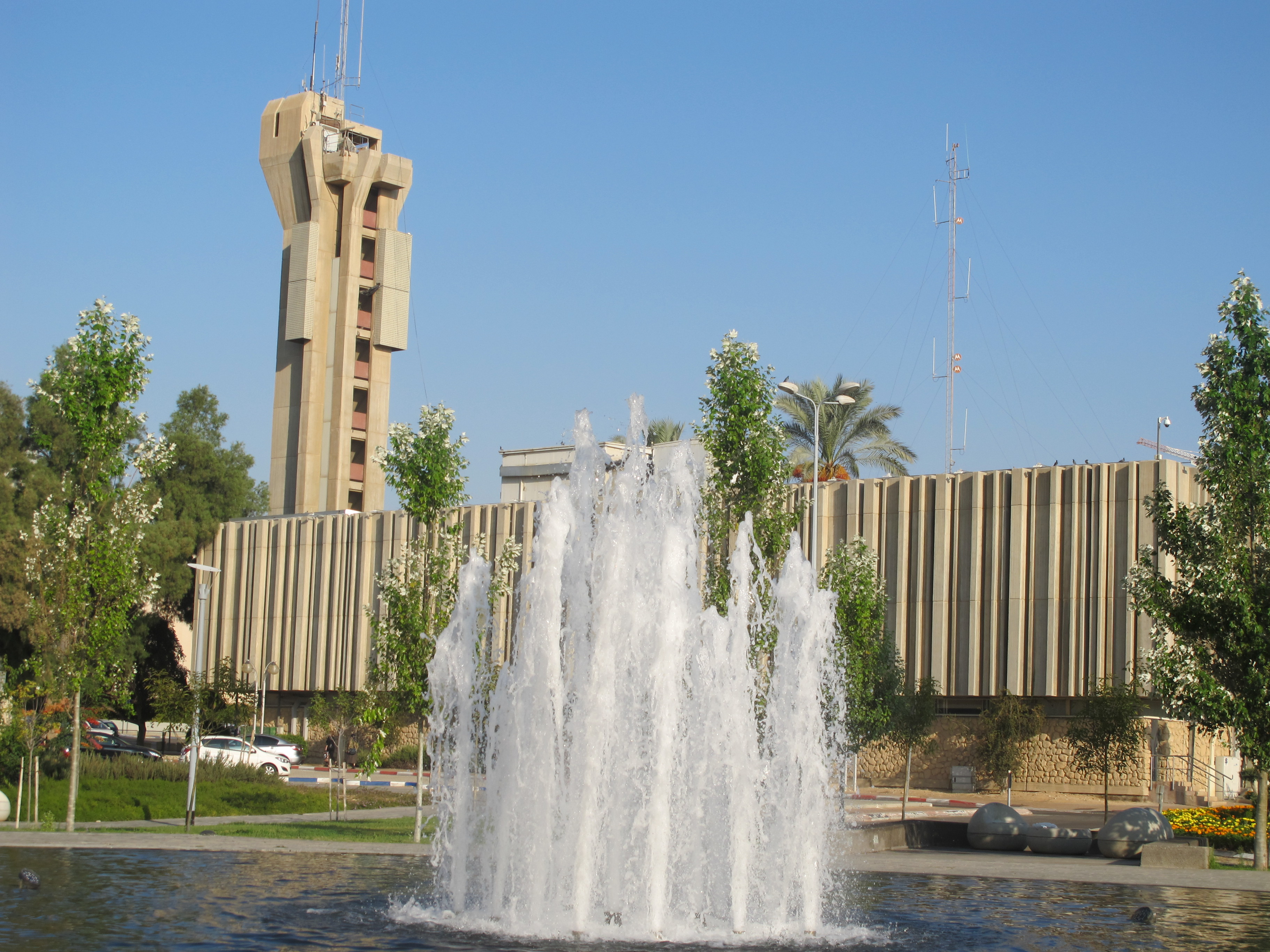
Rathaus, 1972 von Schmu'el Bixson, Michael und Schulammit Nadler, 2014

### Liste der Bürgermeister
1. David Tuviahu, 1950–1961
2. Zeʾev Zrizi, 1961–1963
3. Elijahu Navi, 1963–1986
4. Mosche Silberman, 1986–1989
5. Jizchaq (Itscho) Rager, 1989–1997
6. David Bunfeld, 1997–1998
7. Jaʿacov Terner, 1998–2008
8. Ruvik Danilovich, seit 2008

## Kultur und Sehenswürdigkeiten
Wichtigste touristische Attraktion ist ein wöchentlich stattfindender Beduinenmarkt. In der Altstadt befinden sich der berühmte Abrahamsbrunnen und das Negev-Museum für Kunst (hebräisch מוּזֵיאוֹן הַנֶּגֶב לְאָמָּנוּת Mūsejʾōn ha-Negev ləʾOmmanūt) des Islams und der Völker des Orients, worauf es sich seit 2014 spezialisiert, im Haus des osmanischen Gouverneurs.

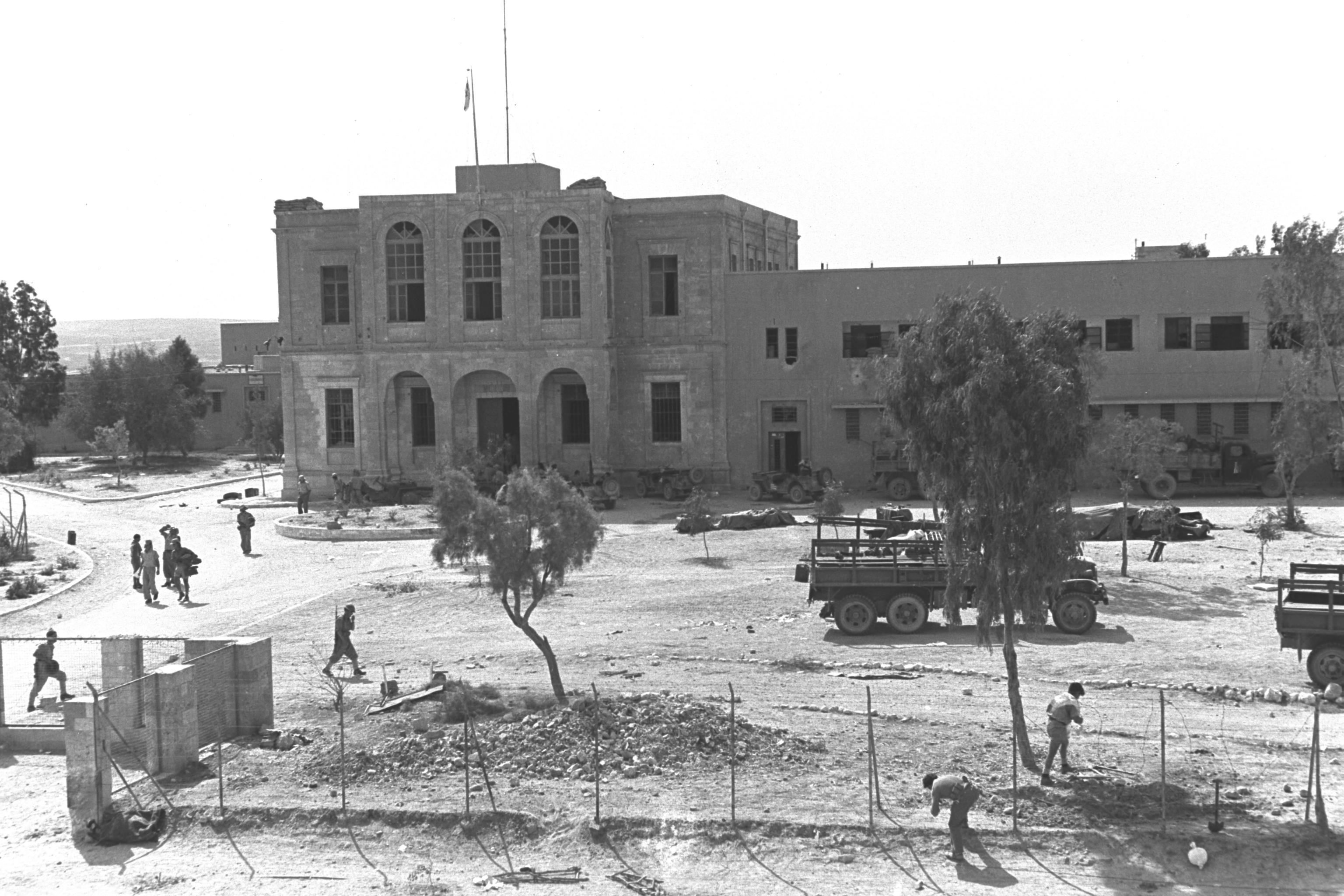
Osmanisches Serail von 1901 mit Anbau der Palestine Police, 1948

Die Altstadt wurde jahrzehntelang vernachlässigt. Seit der Jahrhundertwende wurde sie restauriert. Sie stellt ein einzigartiges Beispiel einer geplanten osmanischen Stadt dar. Die Stadtbehörde versucht mit verschiedenen Initiativen den Ort wieder zu beleben. Verschiedene osmanische Denkmäler sind bis heute erhalten geblieben, darunter die Große Moschee, der alte Bahnhof, die Schule der Beduinen-Scheich-Kinder, die Bahnbrücke über den Nachal Beʾer Scheva, der Sarayi-Regierungspalast („Serail“; heute Polizeiposten) sowie mehrere Villen im ottomanischen Stil der Jahrhundertwende.

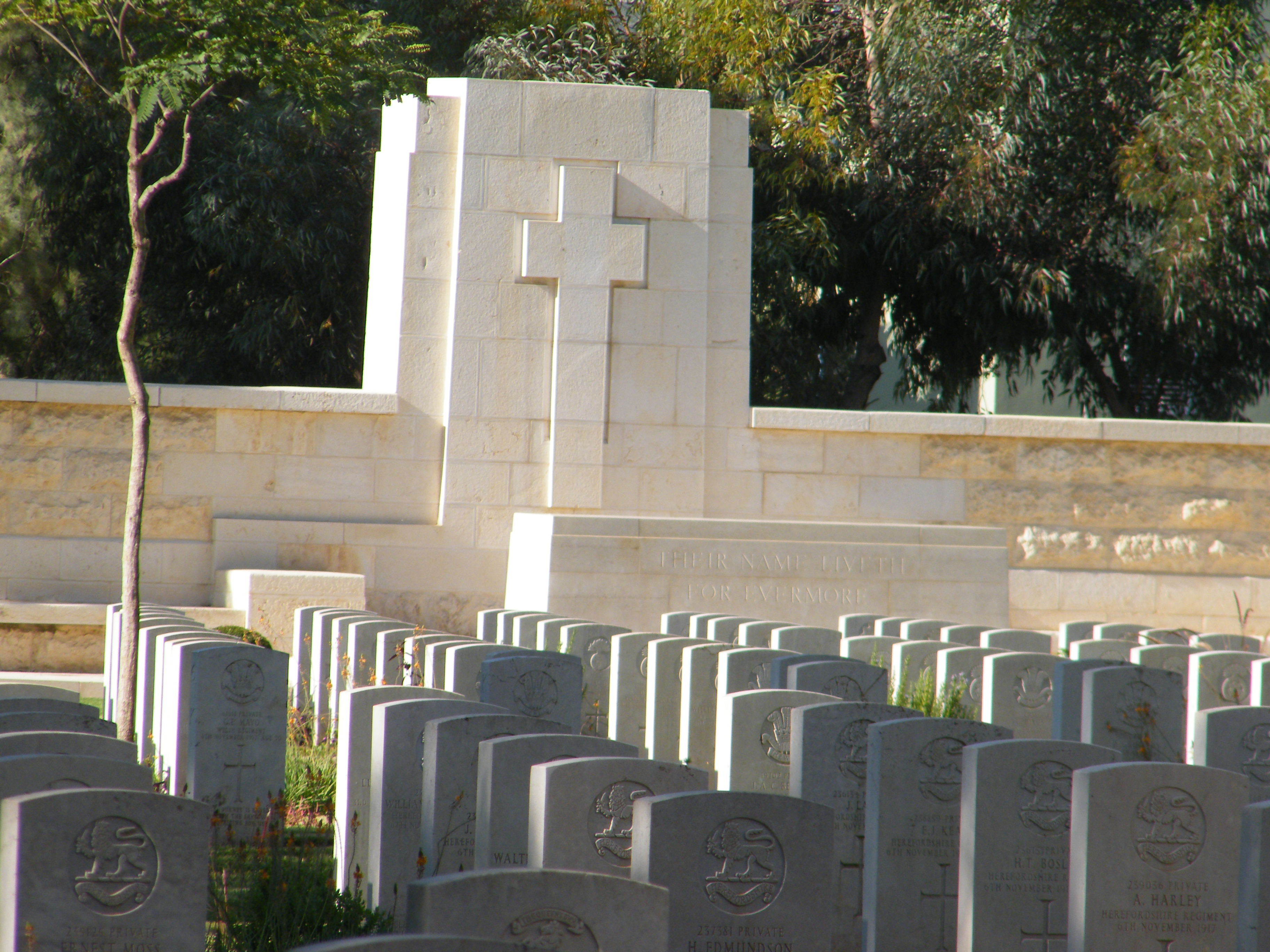
Beersheba War Cemetery, 2014

An der Grenze der Altstadt befindet sich der Militärfriedhof der Commonwealth War Graves Commission für 1917 im Ersten Weltkrieg gefallene Angehörige der Entente-Streitkräfte, in dem britische wie auch australische und neuseeländische Soldaten des ANZAC-Armeekorps begraben sind. Zu Ehren der osmanischen Kriegsgefallenen wurde 1999 ein türkisches Denkmal eingeweiht.

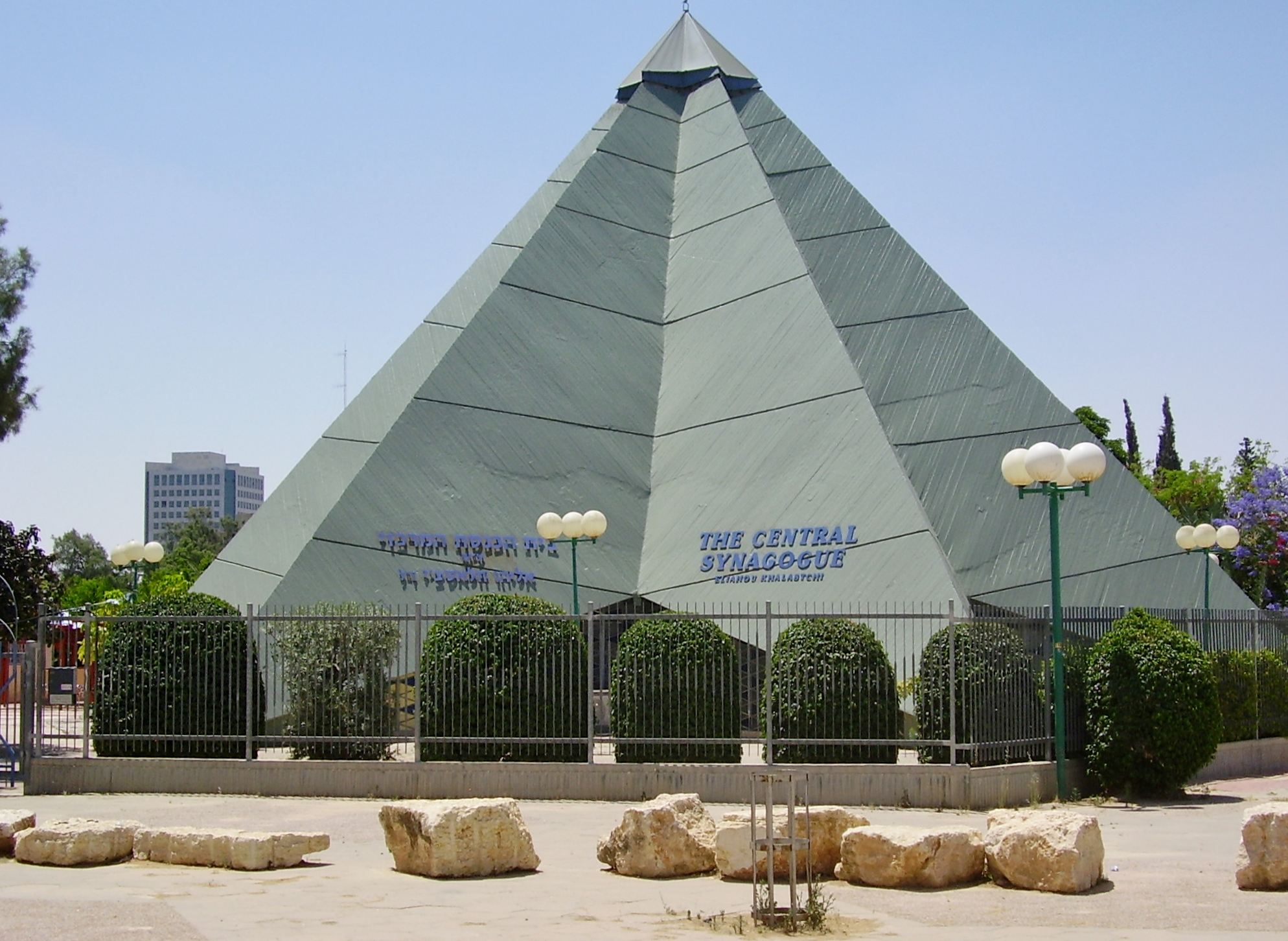
Eliahu-Chalastschi-Zentralsynagoge irakischen Minhags, 1979/1980 von Nachum Zołotow (1926–2014), 2011

Die Stadt verfügt über mehrere Gebäude von moderner Architektur. Darunter der Bahnhof im Stadtzentrum und der Bahnhof bei der Universität, das Jugendkulturzentrum in der Altstadt, die sich im Bau befindliche neue Konzerthalle der Beʾer Scheva Sinfonietta, das einem UFO ähnelnde Hauptgebäude des Sami Shamoon College of Engineering, die pyramidenförmige Hauptsynagoge, das Bezirks-Gerichtsgebäude, das Bezirks-Regierungsgebäude, mehrere Gebäude der Ben-Gurion-Universität des Negev, das Kulturzentrum äthiopischstämmiger jüdischer Israelis, die Stadtverwaltung und die Andartat Chativat haNegev für Gefallene der Negev-Brigade.
Außerhalb der Stadt, jedoch auf Stadtgebiet, liegt die archäologische Ausgrabung von Tell Beʾer Scheva. Auf Stadtgebiet gibt es eine Vielzahl weiterer archäologischer Fundstätten, die jedoch nur teilweise zugänglich sind.

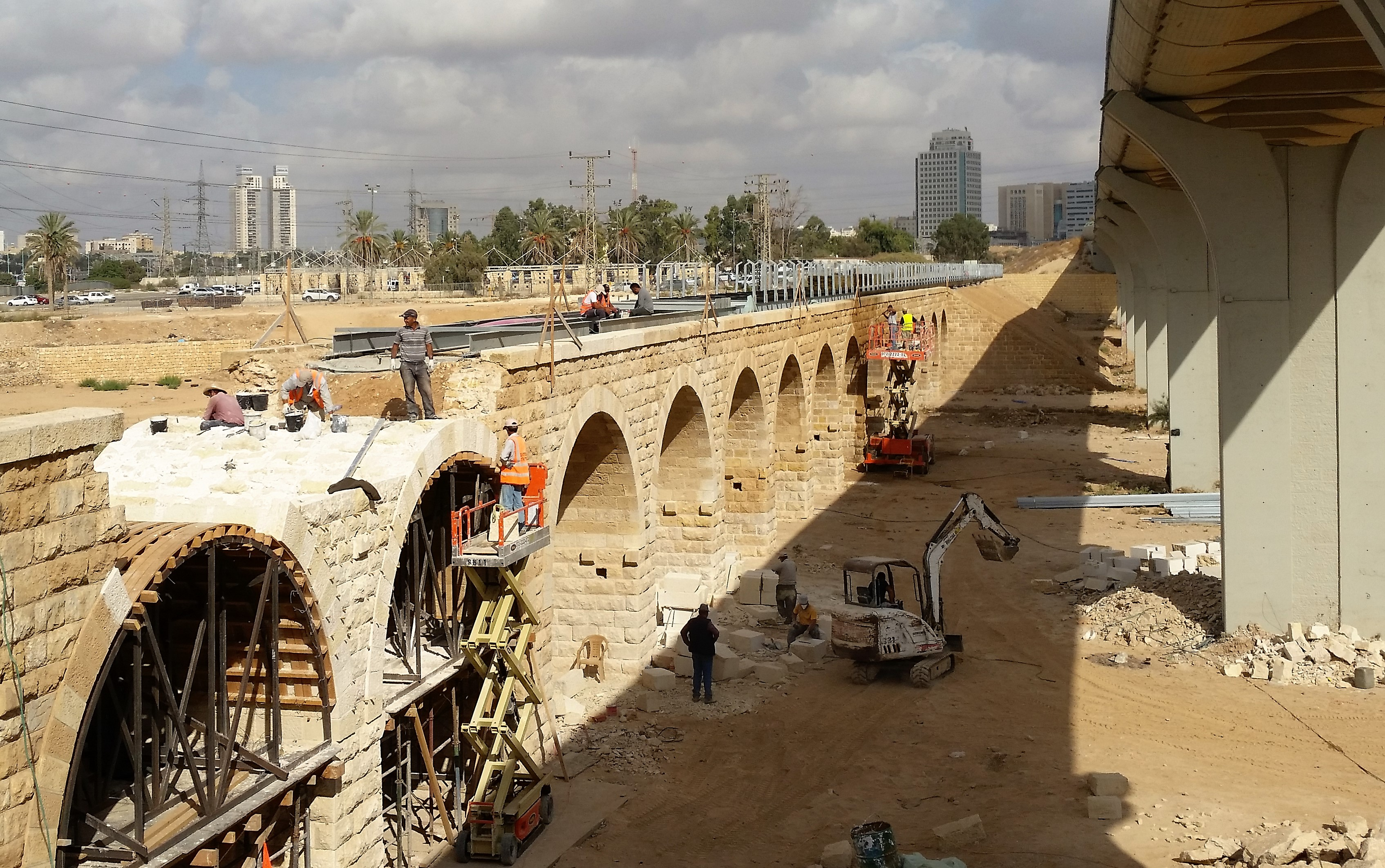
Bahnbrücken über den Beʾer Scheva, rechts die neue von 1999 und links jene von Josef Wennagel, Sarona, der osmanischen Militärbahn Masʿūdiyya–Sinai. Im Jahr 2016, dem 100. ihres Bestehens, wird ein bei Hochwasser 1965 eingerissener Bogen rekonstruiert und die Brücke Teil eines Wanderwegs

Beʾer Scheva wird im Süden vom Nachal Beʾer Scheva durchquert, einem großen in der Trockenzeit ausgetrockneten Flussbett. Bei starken Regengüssen bieten die Fluten des Wasserlaufes ein beeindruckendes Naturspektakel. Der Nachal Beʾer Scheva wird von einer historischen osmanischen Bahnbrücke überbrückt.
Im Nordwesten der Stadt existiert ein kleiner städtischer Zoo.

### Architektur und Stadtplanung

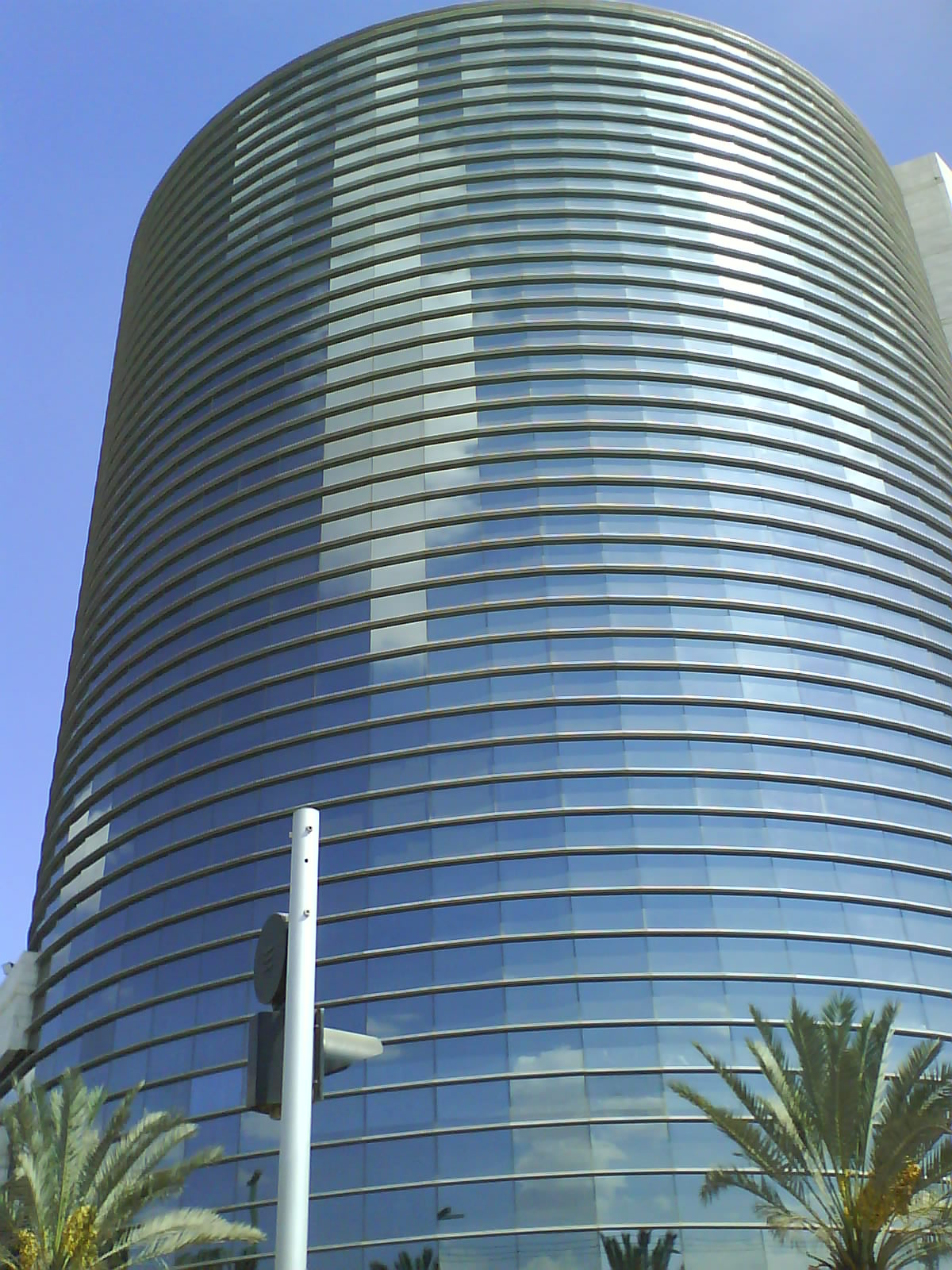
Negev Mall Tower

Beʾer Scheva, sowie die gesamte Südregion Israels, ist seit der modernen Besiedelung ein Versuchsfeld der modernen Architektur und Planung. Das Ergebnis ist teils sehr erfolgreich, teils ernüchternd.
Nach der planerisch in dieser Region einmaligen Altstadt (siehe oben) wurde versucht, das Modell der Gartenstadt in den neuen Quartieren umzusetzen. Die Quartiere waren voneinander getrennt und sollten autonom funktionieren. Aufgrund der wüstenhaften Bedingungen entwickelten sich keine Gärten, sodass später beschlossen wurde, die Lücken in der Stadt aufzufüllen und die Quartiere zu verdichten. Die sehr breiten Straßen spiegeln das zukünftige Wachstumspotenzial wider, und deren Kapazität ist teilweise heute noch viel zu groß.
Weiter wurde der Versuch unternommen, die Architektur der Neubauten den Wüstenbedingungen anzupassen. So entstanden kilometerlange überdachte Fußgängersteige und Quartiere mit Patiohäusern und engen Gassen, die Schatten garantieren und bei den häufigen Staubstürmen den Staub fernhalten sollten.
Beʾer Scheva beherbergt auch sehr viele Beispiele des Modernismus der Prägung Le Corbusiers. Überhaupt ist die Stadt ein Paradebeispiel des umstrittenen Sichtbetons.
Ferner ist die Region um Beʾer Scheva hierarchisch geplant, nach den verschiedenen Prinzipien der positivistischen Wirtschaftsgeographie, die den Raum gemäß den Zentralorten aufteilt (gemäß den Theorien des deutschen Geographen Walter Christaller).
Schließlich sind die beduinischen Satellitenstädte ein einmaliges Beispiel der Transformation von Nomaden und Halbnomaden zu Sesshaften, bei dem verschiedene neue Siedlungsformen mehr oder weniger erfolgreich geschaffen wurden.

### Zukunftspläne
Die geplante maximale Bevölkerungszahl liegt bei 500.000 bis 600.000 Einwohnern. Das Umland der Stadt ermöglicht ohne weiteres eine Expansion, wobei der Entwicklungsschwerpunkt im Norden, Osten und Westen der Stadt liegt. Im Süden sind vor allem Erweiterungen der Industriegebiete geplant. Parallel zu der räumlichen Expansion wird eine Verdichtung, Erneuerung und Belebung der älteren Quartiere angestrebt.
Ein mehrere Quadratkilometer großer städtischer Park ist entlang des Wadi Nachal Beʾer Scheva geplant, der mit gereinigten Abwässern bewässert werden soll. Ein städtischer Schwerpunkt soll weiterhin die Universität sein, mit anliegenden universitätsnahen Industriebetrieben (vor allem biotechnologische, nach dem „Clustering-Effekt“).

### Kultureinrichtungen

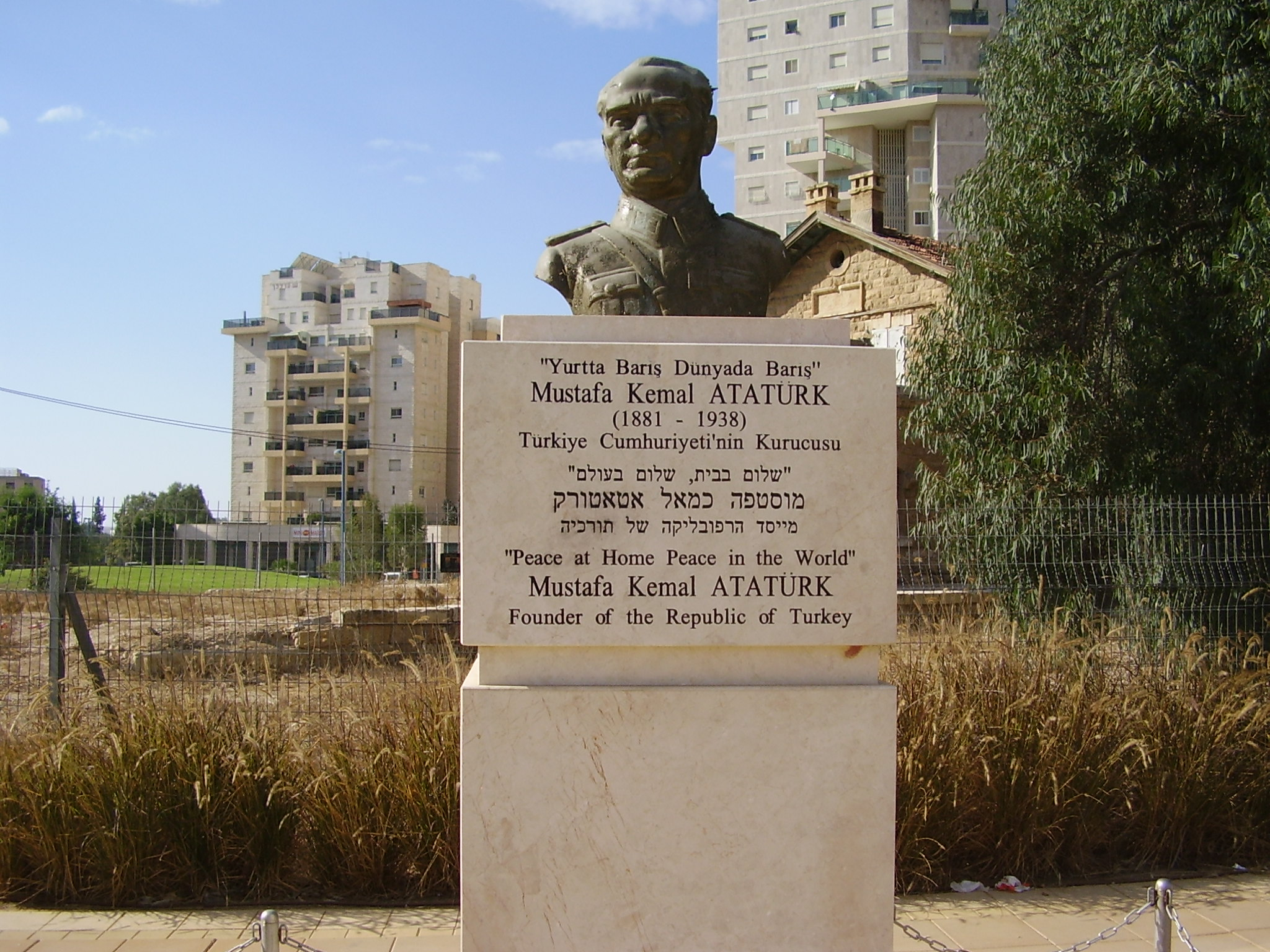
Atatürk-Denkmal neben dem Kriegerdenkmal Beʾer Scheva

Die Stadt besitzt mehrere Kultureinrichtungen mit regionaler, sogar nationaler Ausstrahlung:
- Jugendkulturzentrum in der Altstadt
- das Beʾer Scheva-Theater
- das städtische Kulturzentrum
- die städtische Bibliothek
- das Konservatorium
- das Kultur- und Kunstzentrum Jad-la-Banim (Mahnmal den [gefallenen] Söhnen [zu Gedenken])
- die Beʾer Scheva-Sinfonietta
- das Bat-Dor-Ballettzentrum, eine Zweigstelle der Tel Aviver Bat-Dor-Tanztruppe
- eine Vielzahl Kulturclubs der Einwanderergemeinden (u. a. lateinamerikanischer, georgischer, äthiopischer, russischer, angelsächsischer oder frankophoner Club)

Im Dezember 2008 eröffnete ein Multiplex-Kino mit zwölf Sälen; in einem Saal werden IMAX-Filme gezeigt.

### Sport
Der örtliche Fußballverein HaPoʿel Beʾer Scheva gewann zweimal in den Siebzigern und 2016 die israelische Landesmeisterschaft und 1997 den Pokalwettbewerb. Der Erstligist trug seine Spiele bis 2015 im 13.000 Zuschauer fassenden Arthur-Vasermil-Stadion aus. Seit der Neueröffnung im September 2015 spielt er im Turner-Stadion, welches ein Fassungsvermögen von 16.126 Zuschauern hat. Wegen Sicherheitsproblemen ist das Stadion seit August 2020 geschlossen.
Beʾer Scheva gilt als Schach-Hochburg. Im Verhältnis zu seiner Einwohnerzahl gesehen hat Beʾer Scheva die meisten Schachgroßmeister weltweit. Im Oktober 2005 wurde die Schach-Mannschaftsweltmeisterschaft der FIDE in Beʾer Scheva durchgeführt.

## Wirtschaft und Infrastruktur

### Verkehr

#### Regionaler und nationaler Busverkehr
Beʾer Scheva ist ein wichtiger Verkehrsknotenpunkt in Südisrael. Der Busbahnhof ist einer der größten in Israel und bietet Verbindungen mit der gesamten Südregion sowie mit dem Rest des Landes an. Die Linien werden von der privaten Gesellschaft Metropoline und der Eggedkooperative bedient.

#### Städtischer Busverkehr
Städtische Busse werden von der privatisierten Gesellschaft Metrodan Beʾer Scheva betrieben und bedienen alle Stadtbezirke.

#### Schienenverkehr
In der Stadt gibt es zwei aktive Bahnhöfe:
- Beʾer Scheva Merkaz (Beʾer Scheva-Zentrum), 2000 eröffnet als Kopfbahnhof, liegt im modernen Stadtzentrum, gleich neben dem Busbahnhof. 2021 erhielt der Bahnhof ein fünftes Bahnsteiggleis und einen zusätzlichen Bahnsteig.[21]
- Beʾer Scheva Zafon/Universita (Beʾer Scheva-Nord/Universität), 1956 eröffnet (1979 bis 1997 nur Güterverkehr), liegt im Nordosten der Stadt und ist durch der Brücke Puente México (Neubau 2005) direkt mit der Ben-Gurion-Universität verbunden.

In den Bahnhöfen laufen vier Bahnstrecken zusammen:
- Hauptlinie von Naharija, 1956 eröffnet
- Bahnstrecke Aschqelon–Beʾer Scheva, 2015 eröffnet
- Bahnstrecke Dimona–Beʾer Scheva, 1967 eröffnet
- Beʾer Scheva–Ramat Chovav (nur Güterverkehr). Die Strecke wurde 2004 in Betrieb genommen und nutzt abschnittsweise die alte Trasse der  osmanischen Militärbahn Masʿūdiyya–Sinai, die 1915 bis 1918 in Betrieb war.

Die Rakkevet Israel (RI) bietet stündliche Verbindungen nach Tel Aviv, Haifa und Naharija an. Die Bahnstrecke nach Naharija ist bis Lod zweigleisig ausgebaut und begradigt worden, womit die Reisezeit von etwa 1 h 20 min auf 55 Minuten verkürzt werden konnte.
Die Raumplanung sieht für die Stadt eine Straßenbahn vor, deren Netz sich bis in die Satellitenstädte erstrecken soll. Hintergrund ist das erwartete exorbitante Wachstum der Stadt, deren Einwohnerzahl sich in den nächsten zehn Jahren um ein Drittel erhöhen soll, was den derzeit auf Busverkehr basierenden ÖPNV der Stadt überfordern wird. Das israelische Verkehrsministerium hat deshalb die Genehmigung erteilt, mit der Planung für eine erste Strecke zu beginnen. Sie könnte frühestens 2025 in Betrieb gehen.

#### Straßenverkehr
Von Norden her ist die Stadt über eine Halb-Autobahn  erreichbar. Die Trans-Israel-Autobahn Kvisch  wird in Zukunft Beʾer Scheva erreichen. Momentan ist der Abschnitt zwischen Ramla und Bet Kama im Bau. Sechs Zufahrtsstraßen erreichen die Stadt sternförmig: von Qirjat Gat im Norden, Aschqelon im Nordwesten, Kibbuz Chazerim im Westen, Mitzpe Ramon im Süden, Dimona im Südosten und Hebron im Nordosten. Eine östliche Umfahrungsstraße erübrigt die Durchquerung der Stadt und ist Teil eines zukünftigen Autobahnringes.

#### Flugverkehr
Im Nordwesten der Stadt liegt der Sde-Teiman-Flugplatz. Dieser bedient keine kommerziellen Inlandflüge. Er wird vor allem von der privaten Luftfahrt genutzt. Im Westen liegt der wichtige Militärflugplatz Chazerim. Das bekannte Museum der israelischen Luftwaffe ist dort beheimatet. Im Osten, zwischen Beʾer Scheva und Dimona, liegt der große Militärflugplatz Nevatim.
Seit vielen Jahren gibt es Überlegungen, bei Beʾer Scheva einen weiteren internationalen Flughafen zu errichten, da der Flughafen Ben Gurion bei Tel Aviv-Jaffa an seine Grenzen stößt. Eine Möglichkeit wäre, dafür den Militärflugplatz Nevatim auszubauen und dual zu nutzen – also militärisch und zivil, wie es zuvor schon mit dem Militärflugplatz Ovda gemacht wurde.

### Wirtschaft
- Chemische Industrie: ICL (Dead Sea Works)
- Verarbeitende Industrie
- Maschinenbau
- Handel
- Medizin
- Dienstleistungszentrum
- Verwaltungszentrum
- Verkehrszentrum
- Akademische Forschung und Entwicklung
- Bildung
- Im Gav Yam Negev Advanced Technologies Park am Rande der Stadt siedelten sich viele Start-up-Unternehmen zur Thematik Cyber-Sicherheit an. Diese Industrieansiedlung wird durch staatliche Steuervergünstigungen unterstützt.[25]
- Der Tourismus spielt nur eine untergeordnete Rolle; der Kongresstourismus ist wegen der Universität von Bedeutung.

### Bildung
Beʾer Scheva hat mit der 1966 gegründeten Ben-Gurion-Universität im Negev (BGU) eine der bekanntesten Universitäten des Landes.
Die Stadt beherbergt weitere akademische Institute:
- Sami Shamoon College of Engineering
- HaMichlalah haTechnologit Beʾer Scheva (hebräisch המכללה הטכנולוגית בְּאֵר שֶׁבַע HaMichlalah haṬechnōlōgīt Bəʾer Scheva, englisch Beʾer Sheva Technological College)
- Michlelet Kaye (hebräisch המכללה האקדמית לחינוך ע"ש קיי HaMichlalah haAqademīt ləChinnūch ʿal Schem Kaye, englisch Kaye Academical College of Education)
- und eine Zweigstelle der Offenen Universität

Insgesamt studieren in Beʾer Scheva 2017 ca. 25.000 Menschen.

### Gesundheit

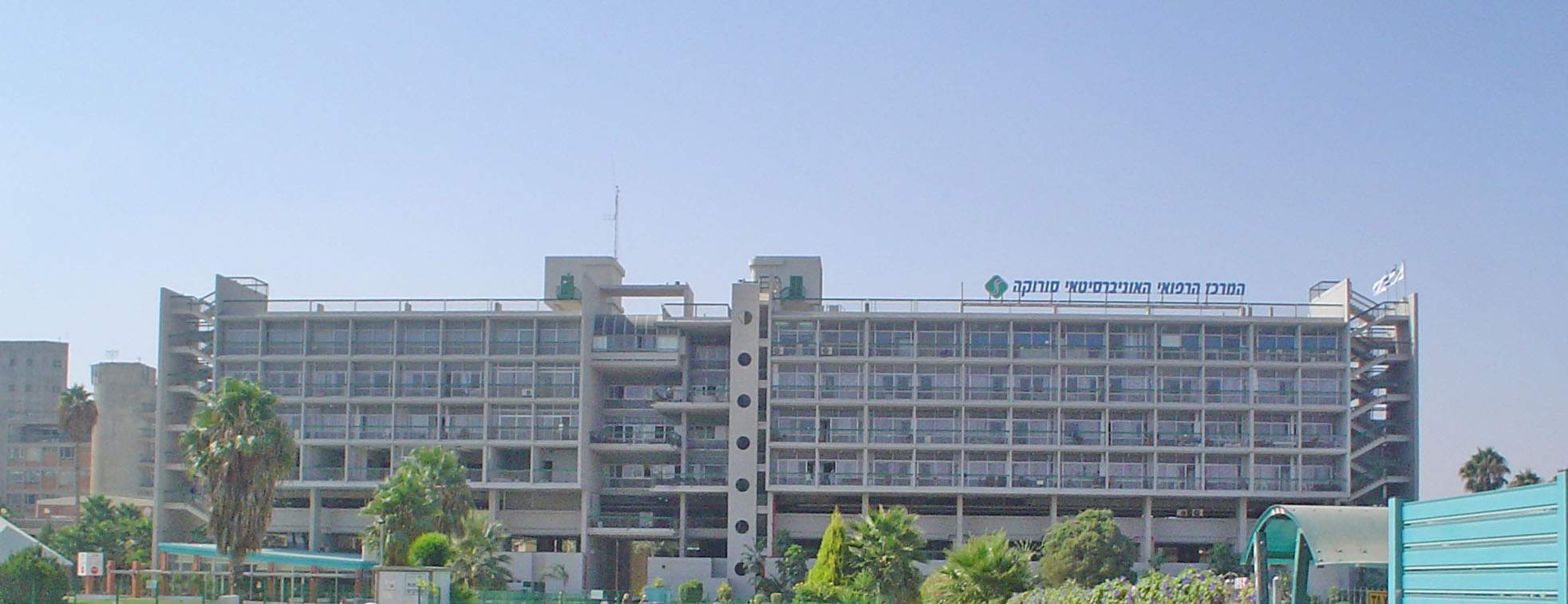
Soroka Hospital

Das in der Stadt gelegene Soroka Hospital ist von überregionaler Bedeutung. Es bedient die gesamte Südregion des Landes und ist ein Zentrum der Spitzenmedizin. Jedes Jahr werden dort rund 14.000 Kinder geboren, was es zum geburtenreichsten Hospital Israels macht. Zugleich ist es auch eine Universitätsklinik.
Im Norden der Stadt gibt es eine große psychiatrische Klinik.

### Gefängnis
Im Süden der Stadt befindet sich das Beʾer Scheva-Gefängnis, ein Hochsicherheitsgefängnis.

## Persönlichkeiten
- Ytai Abougzir (* 1983), US-amerikanischer Tennisspieler
- Yuval Amihai (* 1981), Jazzmusiker
- Ruti Asarsai (* 1982), Schauspielerin
- Avi Avital (* 1978), Mandolinist
- Eviatar Banai (* 1973), israelischer Sänger
- Orna Banai (* 1966), israelische Schauspielerin
- Elyaniv Barda (* 1981), israelischer Fußballspieler
- Zehava Ben (* 1968), israelische Sängerin
- Yossi Benayoun (* 1980), israelischer Fußballspieler
- Moti Ben-Moshe (* 1975), israelischer Unternehmer
- Miri Buhadana, israelisches Model
- Almog Cohen (* 1988), israelischer Fußballspieler
- Or Dadia (* 1997), israelischer Fußballspieler
- Ofer Eini (* 1959), Vorsitzender der Histadrut-Gewerkschaft
- Ronit Elkabetz (1964–2016), Schauspielerin, Filmregisseurin und Drehbuchautorin
- Abdallah Frangi (* 1943), palästinensischer Politiker
- Zvika Hadar (* 1966), israelischer Fernsehmoderator
- Yoav Lumbroso (* 2000), Handballspieler
- Shahar Nakav (* 1997), Fußballspielerin
- Amir Ohana (* 1976), Politiker
- Ilan Ramon (1954–2003), erster israelischer Astronaut
- Yehudit Ravitz (* 1956), israelische Sängerin
- Ziv Ravitz (* 1976), israelischer Jazzmusiker
- Eyad El-Sarraj (1944–2013), palästinensischer Psychiater und Politiker
- Silvan Shalom (* 1958), ehemaliger israelischer Außenminister
- Omer Meir Wellber (* 1981), israelischer Dirigent

## Städtepartnerschaften
- Bouaké, Elfenbeinküste
- Wuppertal, Deutschland (seit 1977), dies ist die älteste Städtepartnerschaft zwischen einer deutschen und einer israelischen Großstadt.
- Lyon, Frankreich (seit 1977)
- Winnipeg, Kanada (seit 1983)
- Oni, Georgien (seit 2000)
- Adana, Türkei (seit 2001)
- Addis Abeba, Äthiopien (seit 2004)
- Cebu City, Philippinen
- Montreal, Kanada
- Cluj-Napoca, Rumänien
- La Plata, Argentinien
- Niš, Serbien
- Parramatta, Australien
- Seattle, USA
- München, Deutschland (seit 2021)